# Геном людини

Ідіограма нормального каріотипу людини.

Геном людини — геном людини розумної (Homo sapiens), що складається з 23 пар хромосом (22 аутосомних +  X + Y).
Розмір генома людини в розрахунку пар нуклеотидів (bp, від англ. basic pair, пара основ ДНК) на гаплоїдний набір хромосом має в сумі 3,2 мільярдів bp та містить приблизно 20 000-25 000 кодуючих генів. Повний каріотип, тобто диплоїдний набір хромосом, містить вдвічі більше ДНК. Проєкт геному людини привів до отримання послідовності еухроматину геному людини, яка використовується у всьому світі в біомедичних науках. Геном людини має менше генів, ніж очікувалося раніше, і тільки приблизно 1,5 % геному кодує білки, решту складають РНК-гени, регуляторні послідовності, інтрони та інша некодуюча ДНК.
Дані проєкту ENCODE у 2012 р. свідчать про те, що більшість геному людини (80.4%) бере участь у РНК-хроматин взаємодіях, тоді як 95% ДНК послідовності лежить на відстані 8 тис. пар основ від ДНК-білкової взаємодії, а 99% геному лежить на відстані 1,7 тисяч пар основ від принаймні однієї біохімічної взаємодії, що зафіксована в межах проєкту ENCODE.
В межах проєкту ENCODE є частина GENCODE, що відповідає за регіони ДНК, що кодують гени (в які входить як і білок-кодуючі РНК, так і некодуючі РНК, і псевдогени). GENCODE у 2012 р. показав, що у людини існує 20687 генів що кодують білки, а альтернативний сплайсинг в середньому дає 6,3 варіантів мРНК. Також ідентифіковано 11224 псевдогенів, 863 з яких транскрибуються і асоціюються з хроматином. 
Встановлено, що довгі некодуючі РНК (днРНК) синтезуються схожим чином як і мРНК, але мають тенденцію мати два екзони, частіше залишаються в ядрі, хоча деяка частина з них може бути перетворена на малі некодуючі РНК.

## Історія

### Відкриття структури ДНК
Пошуки ідентифікації молекули, відповідальної за спадковість, тривали в 20 столітті, завершившись новаторською роботою Джеймса Вотсона та Френсіса Кріка. У 1953 році вони з’ясували структуру подвійної спіралі ДНК, що стало ключовим моментом в історії молекулярної біології. Їх основоположна наукова стаття «Молекулярна структура нуклеїнових кислот: структура нуклеїнової кислоти дезоксирибози», опублікована в провідному науковому журналі Nature, окреслила структуру молекули ДНК, яка розкриває, як генетична інформація кодується та передається.

### Секвенування геному
Вивчення геномів значно просунулося з розвитком технологій секвенування ДНК. Представлення Фредеріком Сенгером першого методу секвенування в 1970-х роках, описане в науковій статті «Секвенуванні з інгібіторами, що обривають ланцюг» (1977), зробило революцію в галузі та проклало шлях для наступних інновацій у підходах до секвенування.

### Проєкт геному людини

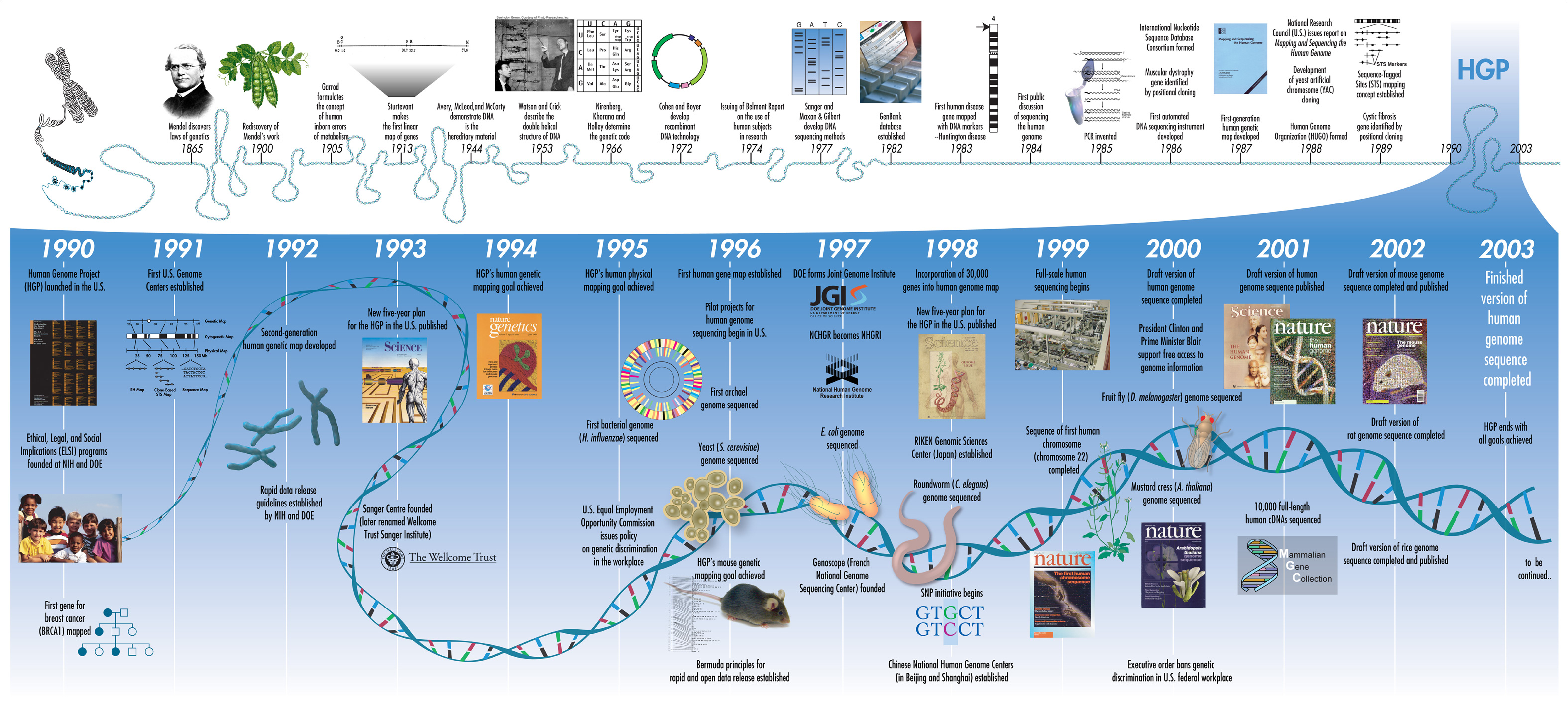
Хронологія Проєкту геному людини

Одним із найбільш монументальних наукових починань у геноміці був Проєкт геному людини. Започаткований у 1990 році та повністю завершений у 2003 році, Проєкт геному людини мав на меті секвенувати та картувати весь геном людини. Спільними зусиллями були задіяні вчені з усього світу, що призвело до публікації опису послідовності геному людини в провідних наукових журналах Nature і Science.
Подальші дослідження, опубліковані в 2022 році, пролили світло на функції навіть тих ділянок геному, що залишились недослідженими під час Проєкту геному людини.

### Еволюція секвенування

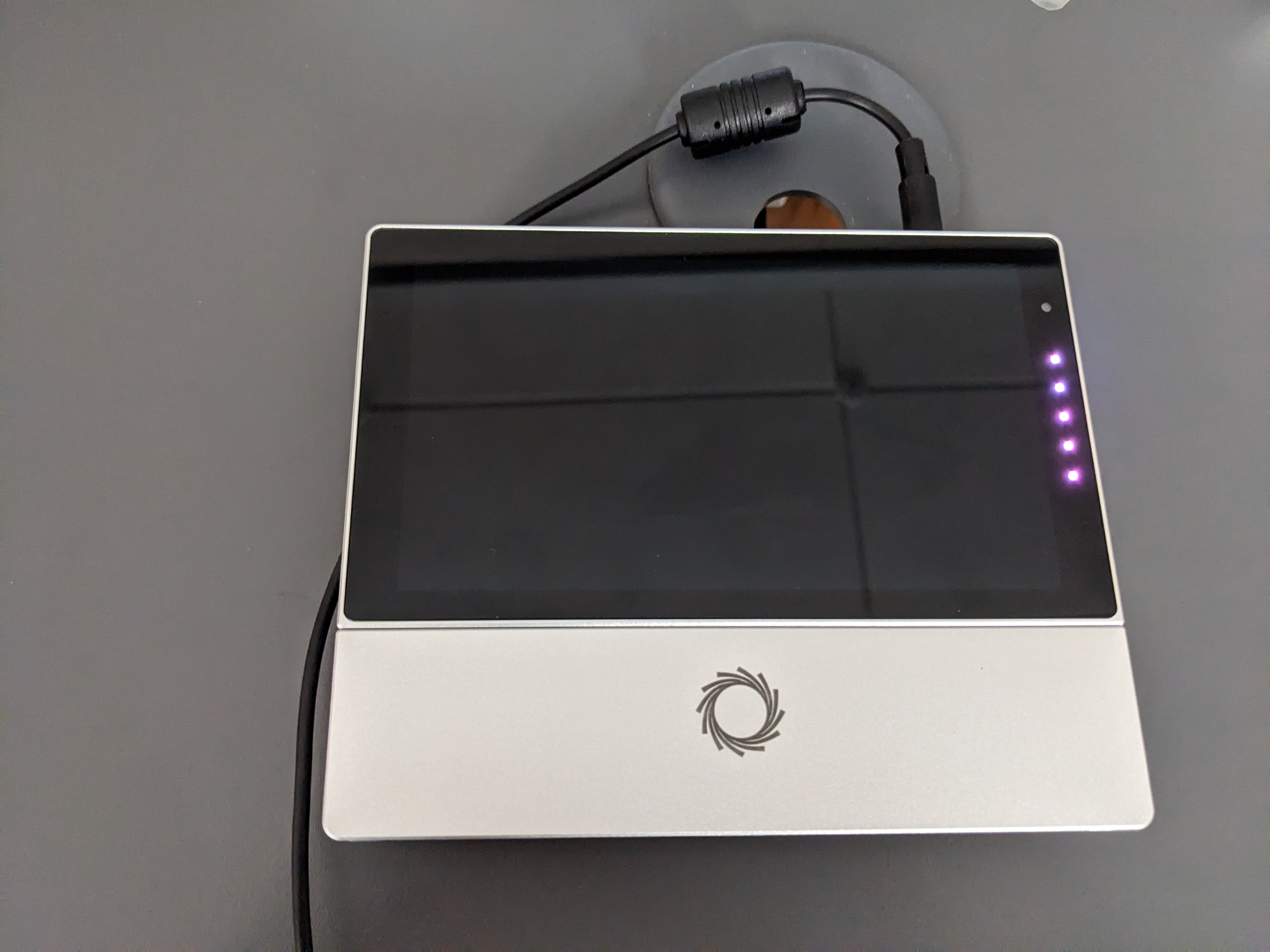
Секвенсор Oxford Nanopore Technologies Mk1c

Еволюція високопродуктивних технологій секвенування — секвенування наступного покоління (NGS), такі як секвенування Illumina, піросеквенування та іонне напівпровідникове секвенування, експоненціально розширили можливості секвенування, уможливлюючи швидший і економічніший аналіз геномів. Розробка платфор NGS такими компаніями, як Illumina, і подальші їх вдосконалення значно сприяли нашій здатності швидко й відносно дешево декодувати геноми.

### Редагування генома
Останні роки стали свідками появи CRISPR-Cas9 як революційного інструменту для точного редагування генома. За відкриття та викристання CRISPR-Cas9 для цільового редагування генів, як описано в статті «Програмована подвійна РНК-керована ДНК-ендонуклеаза в адаптивному бактеріальному імунітеті», Дженніфер Даудна та Еммануель Шарпентьє, отримали Нобелівську премію з хімії у 2020 році та цілу низку престижних наукових нагород.

## Дивись також
- Геноміка
- Проєкт геному людини
- Епігеном
- Енциклопедія елементів ДНК
- Біоінформатика